# Caffarelli
Gaetano Majorano, llamado Caffarelli o il Caffariello (Bitonto, provincia de Bari, 12 de abril de 1710-Nápoles, 31 de enero de 1783) fue un cantante italiano, uno de los más famosos castrati de su época.

## Biografía

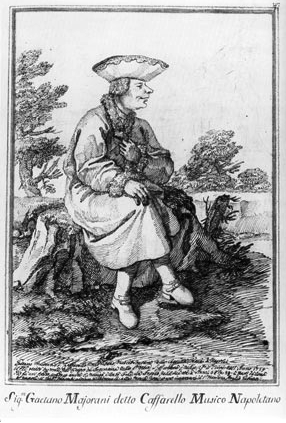
Caricatura del joven Caffarelli, por Pier Leone Ghezzi.

Hijo de un humilde agricultor, Gaetano estaba destinado hacia la profesión de su padre, mas el apasionado gusto que sentía por la música le hizo descuidar las tareas del campo, lo que acarreó el enfado del padre y el soportar los castigos infligidos por este para hacerle olvidar su deseo de cantar en la iglesia cercana a la localidad. Un músico, llamado Domenico Caffaro, notó la asiduidad con que el joven granjero visitaba la capilla de la cual él era profesor, y decidió hacer justicia uniendo la voz del chico a la de los otros niños cantores para darle una oportunidad. Pretendiendo asegurarse de la verdadera disposición del joven, lo hizo llamar para ir a su lado, le preguntó acerca de su interés por la música y le hizo cantar la escala musical acompañado por un clavicordio. Convencido de no haber sido engañado por el joven Gaetano, Caffaro decidió entrevistarse con su reacio padre para mostrarle el alentador futuro y la consecuente fortuna que estaría destinada a su hijo con el talento que pudiera adquirir. Así pues el padre se dejó convencer y le dio permiso para que Gaetano viajara a Nurcia para la acostumbrada operación de castración.
A su vuelta, Caffaro lo tomó como tutelado y junto a las elementales lecciones de música le enseñó a leer y escribir. Una vez enseñado lo envió a Nápoles para estudiar con Nicola Porpora, un gran maestro de canto y compositor. Desde ese momento Gaetano toma como reconocimiento a su tutor el sobrenombre de Caffarelli.

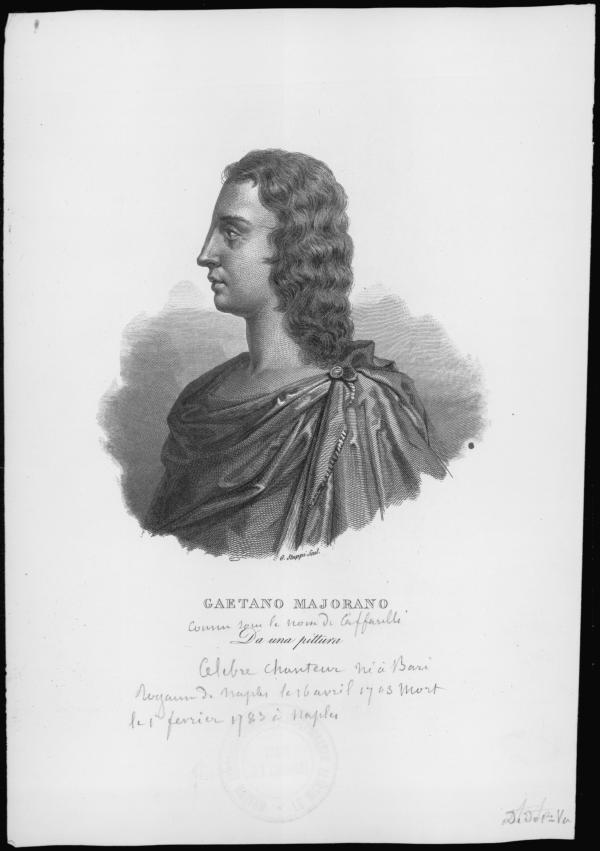
Gaetano Majorano

- Datos: Q527738
- Multimedia: Caffarelli / Q527738